# Іслам у Боснії і Герцеговині

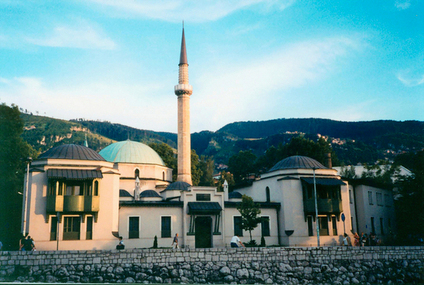
Царська мечеть, побудована в часи Османської імперії — найстаріша мечеть в Сараєві

Іслам на території сучасної Боснії і Герцеговини з'явився в XV—XVI століттях. Це сталося після завоювання османами середньовічної Боснійської держави. Більшість сучасних боснійців сповідують іслам сунітського толку.
Надійні статистичні дані щодо кількості релігійних груп у Боснії і Герцеговині залишаються недоступними з 1991 року через громадянську війну в цій країні.
За оцінками на 2002 рік, мусульмани становили близько 40 % населення країни. За даними на 2013 рік число мусульман становило 50.7 %

## Османська ера
Іслам з'явився на Балканах після завоювання значної частини півострова Османською імперією. Османи завоювали Боснію 1463 року. Протягом кількох століть окупації, частина південних слов'ян перейшла в іслам. Боснія і Герцеговина протягом кількох століть залишалася частиною Османської імперії, поки Берлінський конгрес, що відбувся 1878 року, не передав контроль над краєм Австро-Угорщині. 1908 року Австро-Угорщина анексувала край, внаслідок чого стався міжнародний конфлікт.
Боснія, поряд з Албанією, була одним з вілаєтів Порти в Європі, де значна частина місцевого населення прийняла іслам.
Для боснійців релігія часто служить ідентифікатором їх спільноти, але релігійна практика обмежена випадковими відвідинами мечеті, або відзначенням значущих обрядів: народження, шлюбу і смерті.

## Боснійська війна
Боснійська війна 1992—1995 років викликала внутрішні переміщення, які сконцентрували населення в окремих етнорелігійних областях. Зро́сла рееміграція у 2001—2002, сповільнившись у 2003—2004, не торкнулася боснійців і хорватів, які проживали раніше в районах Республіки Сербської і поверталися в Боснію і Герцеговину. У межах Федерації Боснії і Герцеговини зберігаються боснійські і хорватські райони.
По всій країні протиборчі сторони знищували церкви і мечеті. Серед найважливіших втрат ісламських пам'яток були дві мечеті в Баня-Луці: Арнаудія і Ферхатія, внесені ЮНЕСКО до реєстру світових культурних пам'яток. Ці мечеті знищено сербськими частинами 1993 року.

## Сучасний релігійний стан
Релігійні лідери трьох основних конфесій країни стверджують, що дотримання релігійних догм зросло серед молодих людей, як вираження самоідентифікації з їх етнічною спадщиною, значною мірою через релігійне відродження, яке відбулося внаслідок Боснійської війни. Багато боснійських жінок прийняли ісламські канони одягу, які не побутували, особливо в містах, до війни. Лідери трьох головних релігійних спільнот помічають, що вони отримують велику підтримку у сільських районах Боснії і Герцеговини, а не в містах, таких як Сараєво або Баня-Лука.
У Боснії і Герцеговині існують вісім муфтіятів, що знаходяться в головних муніципалітетах країни — Сараєві, Бихачі, Травнику, Тузлі, Горажде, Зениці, Мостарі та Баня-Луці. Глава мусульман Боснії і Герцеговини — Хусейн Кавазович.
Місіонерська діяльність інших релігійних організацій обмежена, але деяке зростання відзначено в адвентистів сьомого дня, свідків Єгови, методистів, мормонів і кришнаїтів.